# Bataille de Toya
Luttes entre Armas et Touaregs pour le contrôle de la boucle du Niger
La bataille de Toya, ou bataille de Togahia est une bataille opposant les Touaregs de la confédération Kel Tadamakkat aux Armas de Tombouctou le 23 mai 1737. Les troupes des Armas, descendant des Marocains ayant envahi l'Empire Songhaï à la fin du XVIe siècle, sont commandées par le pacha Ahmad al-Za'ri. Il a pu coaliser l'ensemble des Armas de la boucle du Niger malgré les divisions politiques. Il peut compter sur ses alliés arabes et fulanis. Face à eux les Touaregs sont commandés par leur amenokal Ag Moru et rassemblent également un certain nombre d'alliés. Selon Grémont, les Armas peuvent compter sur les soldats de Kisô, Benka, Bara et des groupes arabes et peuls voisins du fleuve Niger. Les Kel Tadamakkat rassemblent les Touaregs Ketouân, les Touaregs Houaïlakanaï, Ghali-Moussa et d'autres Touaregs sous leur autorité.

Les Armas subissent une défaite complète et perdent 2 000 hommes à 3 000 hommes et leurs alliés subissent également des pertes importantes. Cette victoire touarègue décisive rend les Touaregs maître de tout le pays de Terkour allant de Hausa à Gourma et ils deviennent le groupe dominant de la boucle du Niger ; ils mettent un terme à l'autorité des Armas dans la région et leur imposent le paiement d'un tribut,. L'« appareil politique » arma continue en revanche de se maintenir dans Tombouctou. 